# Neomochtherus lanzarotae
Neomochtherus lanzarotae är en tvåvingeart som beskrevs av Weinberg och Baez 1989. Neomochtherus lanzarotae ingår i släktet Neomochtherus och familjen rovflugor. Inga underarter finns listade i Catalogue of Life.